# Raïon de Tiguil
Le raïon de Tiguil (en russe : Тигильский райо́н, Tiguilski raïon) est l'une des onze subdivisions administratives du kraï du Kamtchatka, à l'est de la Russie. Son centre administratif est le village de Tiguil (en).

## Géographie
Le raïon de Tiguil est située à l'ouest de la péninsule du Kamtchatka. Il couvre une superficie de 63 484 km2.

## Politique et administration

### Statut
Le raïon est un des onze raïons du kraï du Kamtchatka, dans le district fédéral extrême-oriental, ainsi que l'un des quatre raïons de l'okroug koriak. Il est un raïon municipal, et comporte ainsi plusieurs municipalités à l'intérieur de lui.

### Tendances politiques
| Scrutin             | 1er tour | 1er tour | 1er tour | 1er tour | 1er tour | 1er tour | 1er tour | 1er tour | 1er tour | 1er tour | 1er tour | 1er tour | 2d tour                  | 2d tour                  | 2d tour                  | 2d tour                  | 2d tour                  | 2d tour                  | 2d tour                  | 2d tour                  | 2d tour                  | 2d tour                  |
| Scrutin             | 1er      | 1er      | %        | 2e       | 2e       | %        | 3e       | 3e       | %        | 4e       | 4e       | %        | 1er                      | 1er                      | %                        | 2e                       | 2e                       | %                        | 3e                       | %                        | 4e                       | %                        |
| ------------------- | -------- | -------- | -------- | -------- | -------- | -------- | -------- | -------- | -------- | -------- | -------- | -------- | ------------------------ | ------------------------ | ------------------------ | ------------------------ | ------------------------ | ------------------------ | ------------------------ | ------------------------ | ------------------------ | ------------------------ |
| Présidentielle 2012 |          | ER       | 72,26    |          | KPRF     | 9,03     |          | LDPR     | 8,36     |          | SE       | 6,46     | Victoire au premier tour | Victoire au premier tour | Victoire au premier tour | Victoire au premier tour | Victoire au premier tour | Victoire au premier tour | Victoire au premier tour | Victoire au premier tour | Victoire au premier tour | Victoire au premier tour |
| Présidentielle 2018 |          | ER       | 81,43    |          | KPRF     | 8,77     |          | LDPR     | 5,48     |          | GRANI    | 1,03     | Victoire au premier tour | Victoire au premier tour | Victoire au premier tour | Victoire au premier tour | Victoire au premier tour | Victoire au premier tour | Victoire au premier tour | Victoire au premier tour | Victoire au premier tour | Victoire au premier tour |

## Population
La population du raïon est en baisse constante depuis 25 ans, elle était de 7 307 (2010); 9 341 (2002) 12 452 (1989). La population de Tiguil représentait 23,1 % de la population totale du raïon en 2010.
| Liste des localités | Liste des localités | Liste des localités | Liste des localités | Liste des localités | Liste des localités |
| N°                  | Localité            | Statut              | Fondation           | Population 2010     | Population 2021     |
| ------------------- | ------------------- | ------------------- | ------------------- | ------------------- | ------------------- |
| 1                   | Voïampolka          | village             | 20 mars 1933        | 155                 | 117                 |
| 2                   | Kovran              | village             | 1832                | 252                 | 241                 |
| 3                   | Lesnaïa             | village             | 1832                | 425                 | 427                 |
| 4                   | Palana              | ville               | 15 octobre 1937     | 3155                | 2837                |
| 5                   | Sedanka             | village             | 1940                | 527                 | 475                 |
| 6                   | Tiguil              | village             | 1947                | 1691                | 1547                |
| 7                   | Oust-Khaïriouzovo   | village             | 1922                | 934                 | 798                 |
| 8                   | Khaïriouzovo        | village             |                     | 168                 | 111                 |